# Biel Mesquida
Biel Mesquida Amengual (Castellón de la Plana, 9 de enero de 1947) es un escritor español, licenciado en Biología y Ciencias de la Información. Hijo de padres mallorquines, vive desde la infancia en Mallorca. 

## Biografía
Nació el 9 de enero de 1947 en Castellón de la Plana, hijo de padres mallorquines, donde pasó su infancia. Se licenció en Biología y posteriormente en Ciencias de la Información. Fue director del Servicio de Comunicación de la Universidad de las Islas Baleares.
Como escritor, se formó y maduró durante los años del franquismo, lo que generó no pocas dificultades a una generación completa de escritores en catalán. Su maduración se produjo así en París, siendo el punto de partida autores como Roland Barthes o Julia Kristeva. Su obra también ha sido influenciada por Maurice Blanchot y Georges Bataille.
Mesquida fue uno de los primeros escritores que se atrevieron con la temática gay en la España de la Transición. En la década de 1980 colaboró con Alberto Cardín en algunos proyectos. Así escribió en 1974 El bell país on els homes desitgen els homes («El bello país donde los hombres desean a los hombres»), que no pudo publicar hasta 1985, pero que dio a conocer en lecturas que realizaba él mismo. El libro trata el amor homosexual como algo revolucionario, transgresor, que rompe el orden establecido y realiza al individuo. Es una poesía radical, que forma la primera colección explícitamente gay publicada en Cataluña.
También ha colaborado en diversas revistas, como la revista Diwan, y en periódicos, como Diario 16, El Día y Baleares.

## Obras
Su primera novela fue L'adolescent de sal, publicada en 1975, con lo cual inicia su carrera de escritor. La mayoría de sus obras las escribe en catalán y algunas se han traducido al castellano.

### Narrativa breve
- 1977: Self-service (con Quim Monzó), Iniciativas Editoriales
- 1985: Cap-cap: de Dürer als cèsars
- 1999: Som l'altre
- 2001: T'estim a tu, Editorial Empúries
- 2002: Camafeu, Editorial Empúries
- 2005: Els detalls del món, Editorial Empúries
- 2008: Acrollam

### Novela
- 1975: L'adolescent de sal, Edicions 62
- 1977: Puta Marès (Ahí), Iniciativas Editoriales
- 1990: Doi, Editorial Empúries
- 1995: Excelsior o El temps escrit, Editorial Empúries
- 1999: Vertígens, Barcelona: Edicions 62

### Poesía
- 1985: El bell país on els homes desitgen els homes, Els Llibres de Glauco. 
  - Traducción al español: El hermoso país donde los hombres desean a los hombres. Traductor: Sergio Fernández Martínez. Letraversal, 2023.[2]
- 1994: The blazing library, Universidad de las Islas Baleares - Caja de Baleares.
- 2002: Paraula de poeta, Consejería de Educación, Cultura y Juventud.
- 2021: Carpe momentum, Eumo.

### Prosa no de ficción
- 1980: Mallorquins a Barcelona, Ajuntament de Barcelona
- 1981: Notes de temps i viceversa
- 1982: Xènius, Escriptura, Premsa

## Premios
- 1973: Premio Prudenci Bertrana de novela por L'adolescent de sal
- 1995: Premio de la Crítica de narrativa catalana por Excelsior o El temps escrit
- 1996: Premio Ciudad de Barcelona por Excelsior o El temps escrit
- 1998: Premio Ciudad de Palma-Llorenç Villalonga de novela por Vertígens
- 2006: Premio Nacional de Literatura de la Generalidad de Cataluña por Els detalls del món[3]
- 2021: Premi Trajectòria, a toda su obra. La Setmana del Llibre en Català.

### Biografías y reseñas
- (en castellano) Página dedicada a Biel Mesquida, en lletrA, el espacio de literatura catalana de la Universidad Abierta de Cataluña.
- (en catalán) Instituto Ramon Llull
- (en catalán) Premio Cruz de San Jorge 2005
- (en catalán) Quien es Quien de las letras catalanas
- (en catalán) Corpus literari

### Crítica
- (en catalán) Guillem-Jordi Graells a Serra d'Or
- (en catalán) Crítica de l'adolescent de sal

### Poemas en la red
- (en catalán) Mag Teatre
- (en catalán) Daltabaix
- (en catalán) Rar avís Archivado el 11 de mayo de 2008 en Wayback Machine.

- Datos: Q8247736